# Vigsø (Vigsø Sogn)
 For alternative betydninger, se Vigsø. (Se også artikler, som begynder med Vigsø)
Vigsø er en by der ligger tæt ved Hanstholm (Nordjylland).